# Chthoneis clypeata
Chthoneis clypeata là một loài bọ cánh cứng trong họ Chrysomelidae. Loài này được Bechyne& Bechyne miêu tả khoa học năm 1965.